# Landwehr (Bruttig-Fankel)

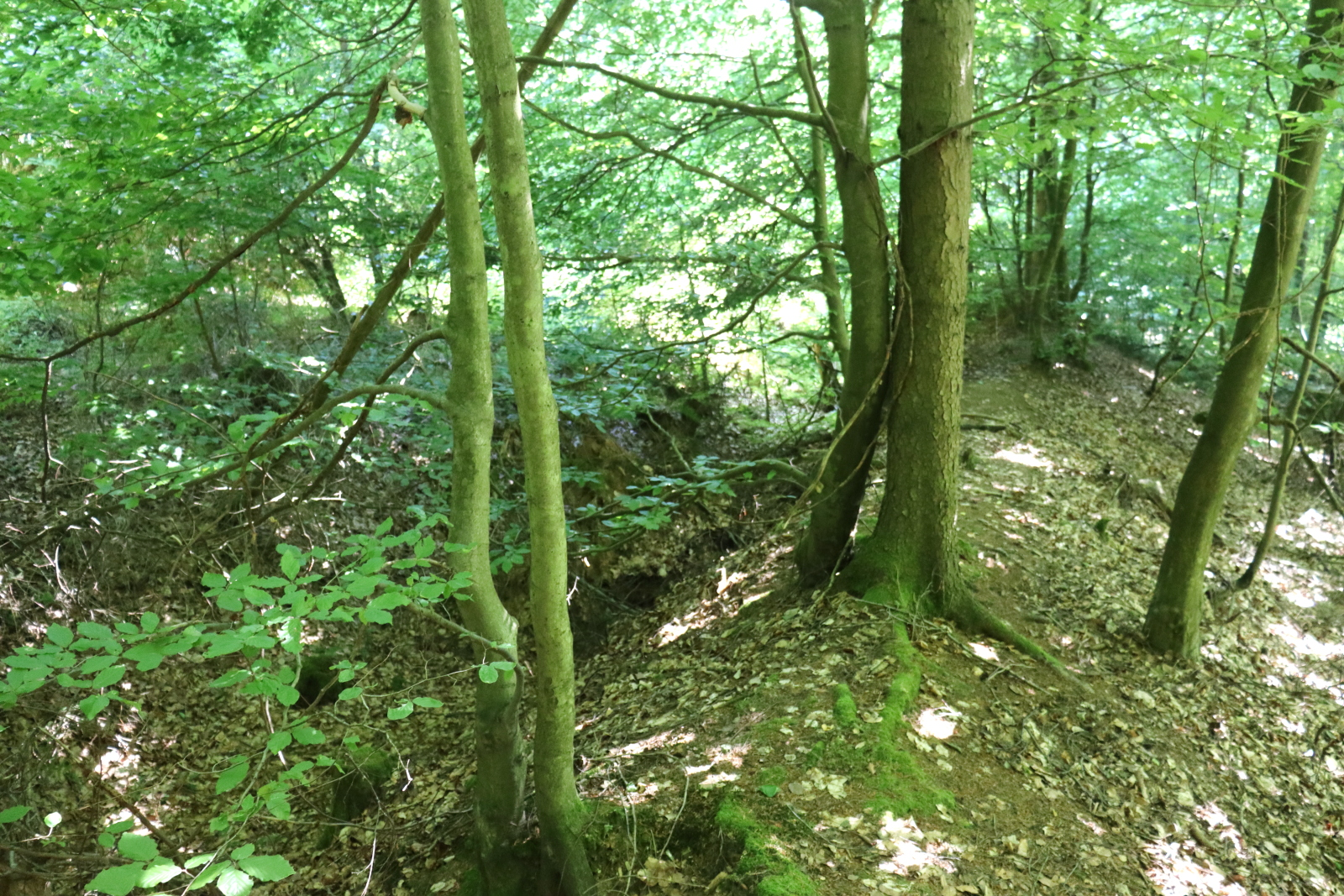
Landwehr Bruttig-Fankel

Die Landwehr bei Bruttig-Fankel ist teilweise noch als Hindernisgraben mit Seitenwällen auf der Moselhöhe Richtung Treis-Karden südöstlich der K35 im Distrikt Wolfskaul erkennbar.

## Geschichte und Verlauf
Die Landwehr überquert in der Wolfskaul die schmalste Stelle eines Höhenrückens. Das abfallende Gelände an den Ausläufen des Landwehrgrabens ergänzt das Hindernis und bietet so einen geeigneten Schutz vor feindlichen Übergriffen. Der kreuzende Rennweg war früher ein Teilstück der Verbindungsstraße zwischen der vorrömischen Heerstraße Trier-Neuwieder Becken und Trier-Koblenz bzw. Bingen.
Die vor Ort am Rennweg angebrachte Hinweistafel beschreibt Aufbau und Verlauf des ehemaligen Wallsystems: Es wird darauf hingewiesen, dass Landwehren nicht immer der Verteidigung, aber auf jeden Fall der Kennzeichnung einer Grenze oder eines abgeschlossenen Bereichs. Das Überschreiten dieser Grenze konnte so kontrolliert und überprüft werden.
Die Anlage an der Wolfskaul querte den Höhenrücken zwischen Mosel und Flammbachtal. Auf beiden Seiten des nahezu in Nord-Süd-Richtung verlaufenden Rennweges, einer alten Römerstraße, sind Wall und Graben noch gut 300 m erhalten. Die Wälle waren früher noch mit undurchdringlichen und dornigen Hecken bepflanzt, aus denen noch Baumkronen ragten. Hecken aus Hainbuchen waren zusätzlich ineinander verflochten und miteinander verbunden.

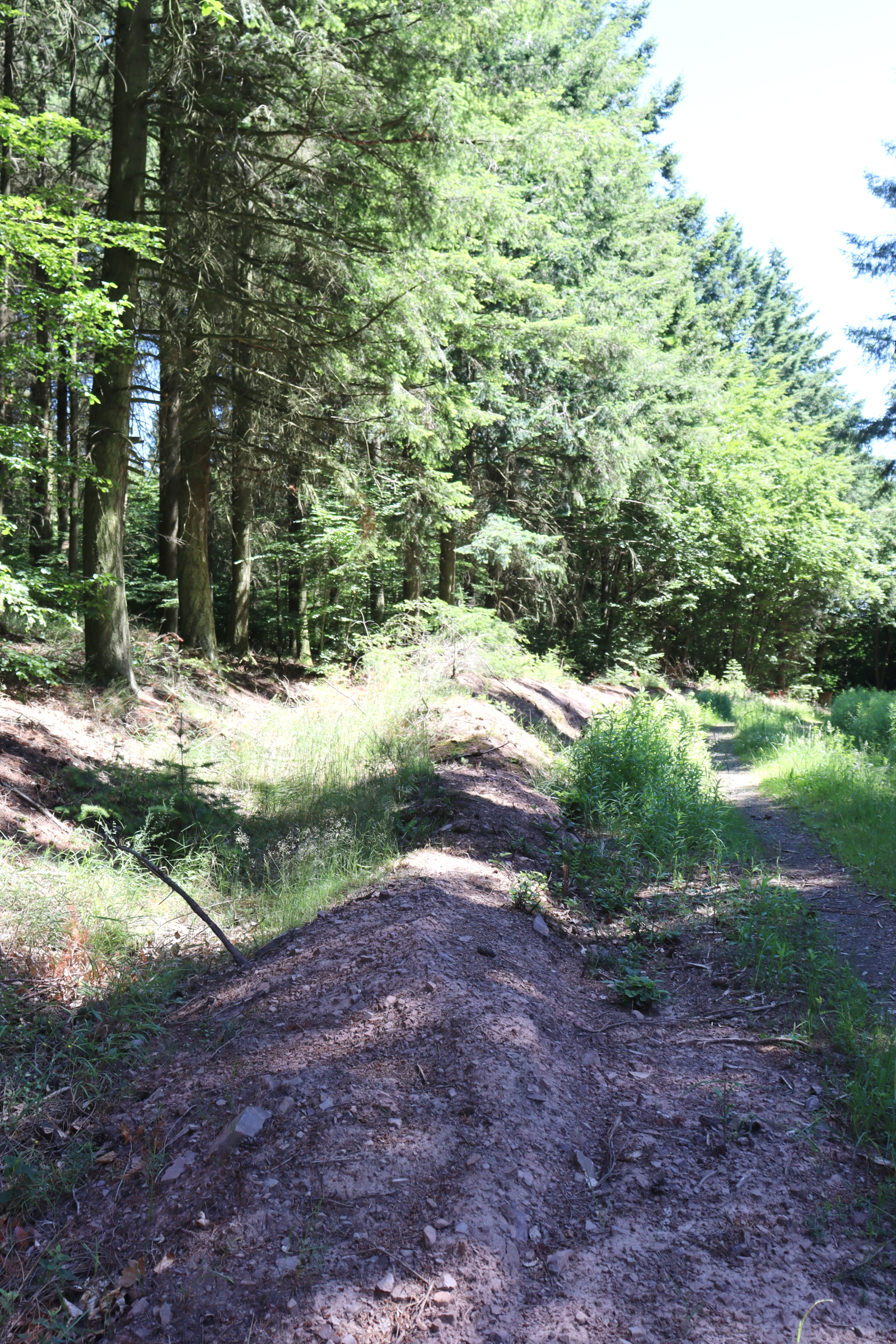
Landwehr Bruttig-Fankel Rest eines Seitenwalls am Straßenrand
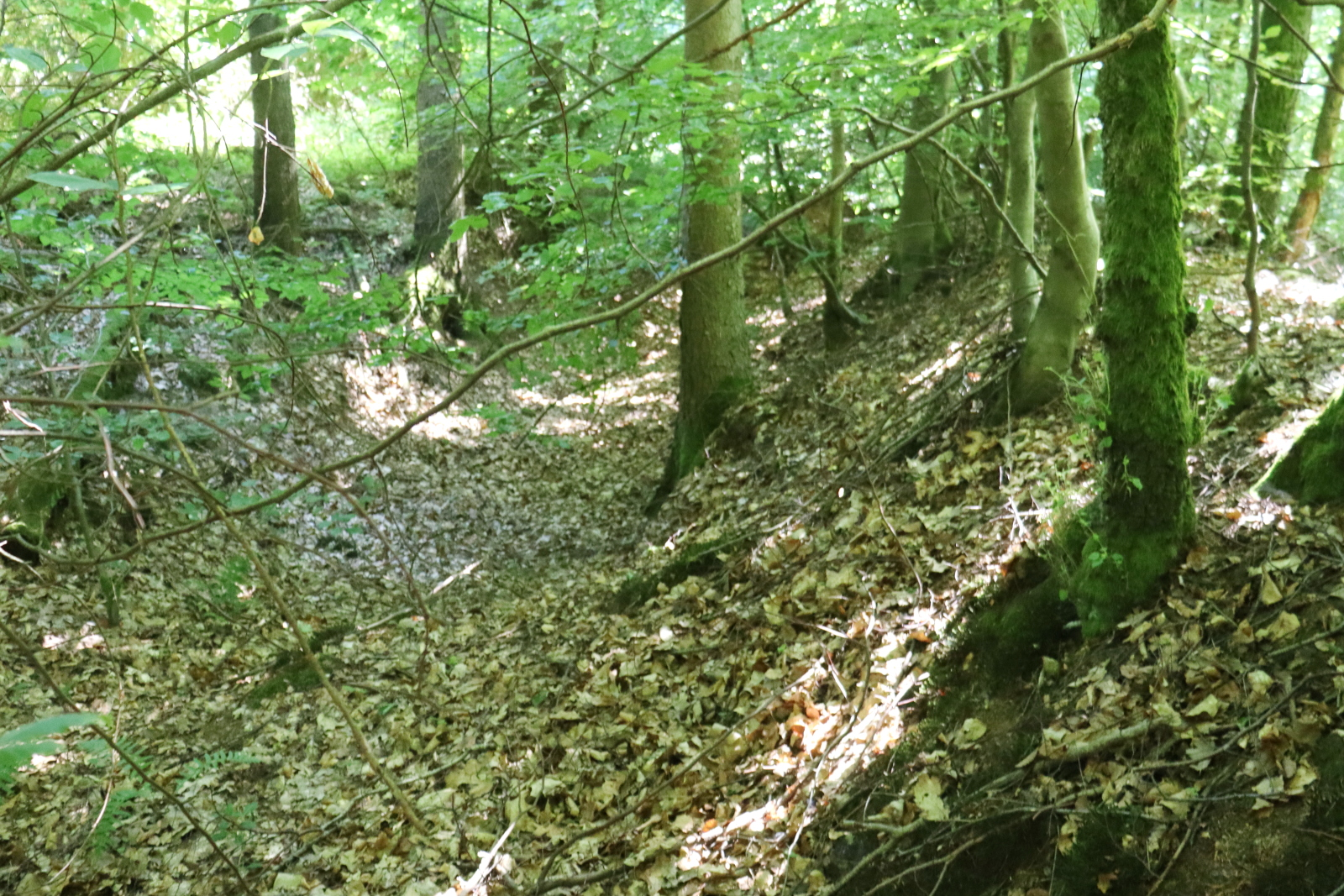
Landwehr Bruttig-Fankel. Teil des Grabens mit erhaltenem Seitenwall